# Karwendelbach
Der Karwendelbach ist ein 15,4 km langer rechter Zufluss der Isar im Karwendel in Tirol.

## Verlauf
Der Karwendelbach entspringt im Grabenkar unterhalb der Grabenkarspitze und fließt zunächst in südlicher Richtung. Er nimmt den Schlauchkarbach von links auf und verläuft anschließend in westlicher, dann in südwestlicher Richtung durch das Karwendeltal. Vor dem Ausgang ins Hinterautal hat er sich in eine tiefe Schlucht eingeschnitten. Bei der Scharnitzer Alm, rund 2 km östlich des Ortskerns von Scharnitz, mündet er in die Isar. Der gesamte Verlauf liegt im Gemeindegebiet von Scharnitz.
Weitere Zuflüsse im Karwendeltal sind der Neunerkarbach, der Große Riedlkarbach und der Wasserlegraben von links sowie der Kirchlbach von rechts.

## Einzugsgebiet und Wasserführung
Das Einzugsgebiet des Karwendelbachs beträgt 48,4 km², der höchste Punkt darin ist die Birkkarspitze mit 2749 m ü. A.
Der Karwendelbach weist ein nivales Abflussregime auf, das von der Schneeschmelze im Frühjahr bestimmt wird. Der niedrigste mittlere Wasserstand wird im Dezember gemessen, der höchste im Mai.

## Ökologie
Die Ufer des Karwendelbachs sind im Großteil des Verlaufs in einem natürlichen, im Bereich um die Larchetalm in einem naturnahen Zustand. Der ökologische Zustand wird im gesamten Verlauf als sehr gut oder gut bewertet.